# Pohlia macleai
Pohlia macleai là một loài Rêu trong họ Bryaceae. Loài này được (Rehmann ex Sim) Schelpe miêu tả khoa học đầu tiên năm 1979.